# Béatrice Munyenyezi
Béatrice Munyenyezi (* 1970 in Ruanda) ist die erste ehemalige ruandische Staatsbürgerin, der im Zusammenhang mit dem Völkermord in Ruanda die US-Staatsbürgerschaft aberkannt wurde.

## Leben
Munyenyezi wurde im Juni 2010 angeklagt und 2013 in den USA zur Höchststrafe von zehn Jahren Haft und zweimal 250.000 Dollar Geldstrafe verurteilt, weil sie bei der Einbürgerung gelogen hatte, um Flüchtlingsstatus zu erhalten. Sie hatte bei ihrer Einreise 1998 angegeben, in Ruanda verfolgt zu werden und verschwiegen, dass sie der MRND angehörte. 2003 wurde sie eingebürgert. Tatsächlich wurde sie später von Zeugen als Kommandantin einer Straßensperre erkannt, an der gezielt Tutsis ausgesondert wurden, um vergewaltigt oder getötet zu werden.
Bis November 2019 verbüßte sie ihre Haftstrafe in einer Haftanstalt in Aliceville, Alabama. Nach Verbüßung ihrer Haft wurde sie an Ruanda ausgeliefert. Dort erwartet sie ein Prozess wegen Völkermord.
Munyenyezi ist Mutter dreier Töchter. Sie ist die Ehefrau von Arsène Shalom Ntahobali und die Schwiegertochter von Pauline Nyiramasuhuko, die beide wegen Völkermord in Ruanda verurteilt wurden. Ihre Schwester Prudence Kantengwa wurde 2012 wegen Meineids und Behinderung der Justiz zu 21 Monaten Haft verurteilt, weil sie ihren Aufenthalt 1994 in Butare und ihre politischen Verbindungen zu den Tätern des Völkermordes falsch dargestellt hatte. Sie verbüßte ihre Haft ebenfalls in der FCI Aliceville.
Am 17. April 2021 wurde Munyenyezi bei ihrer Ankunft in Ruanda festgenommen, nachdem sie wegen Mordes und Mitschuld an Vergewaltigungen im Zusammenhang mit dem Völkermord in Ruanda aus den USA abgeschoben worden war. Sie äußerte sich nicht gegenüber der lokalen Presse, bestritt jedoch die Anschuldigungen in den Vereinigten Staaten.